# Tasbusen

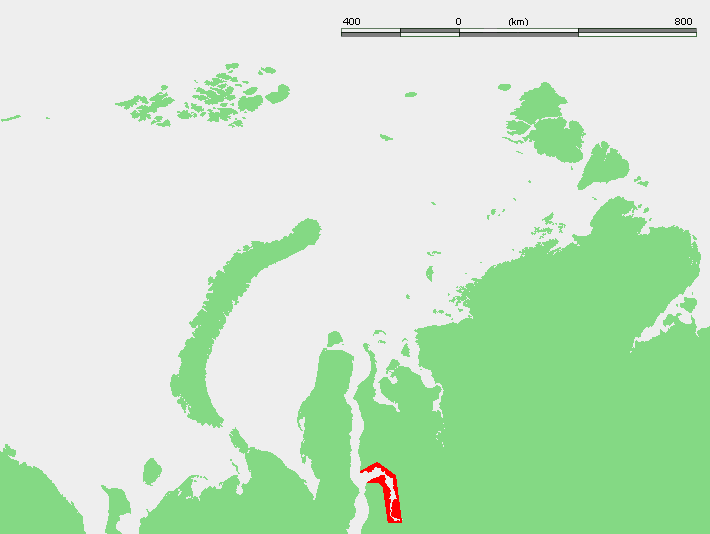
Karasee und Obbusen, Tasbusen markiert

Der Tasbusen (russisch Тазовская губа, Tasowskaja guba) befindet sich als Seiten-Mündungstrichter des großen Obbusens in Nord-Sibirien (Russland, Asien). 

## Lage
Der Tasbusen befindet sich großräumig gesehen zwischen dem Nordende des Uralgebirges (Westen) und dem Putorana-Gebirge (Osten) im Norden des großen Westsibirischen Tieflands. Verwaltungsmäßig liegt er im Autonomen Kreis der Jamal-Nenzen.

## Form
Der Tasbusen hat in etwa die Form eines Fragezeichens. Er ist ungefähr 325 km lang und bis zu 30 km breit.
Etwa 100 km jenseits des Nördlichen Polarkreises beginnt der Tasbusen bei dem Ort Tasowski (67° N 79° O).  
Am südöstlichen Ende wird der Busen von den Wassern des Tas und des Pur gespeist. Ein weiterer Zufluss ist die Messojacha. Der Tasbusen mündet von Osten in den Obbusen, der ein Meerbusen der Karasee ist. Damit ist der Tasbusen ein Seiten-Ästuar.

## Hydrologie
Die Flüsse Tas und Pur entwässern den mittleren Nordteil des sumpfigen Westsibirischen Tieflands. Aufgrund der dort entstehenden Wassermassen weist der Busen eine recht beachtliche nach Norden fließende Strömung auf. 

## Benachbarte Landschaften
Die Nordostküste des Tasbusens bildet die Gydan-Halbinsel; die Westküste die Tas-Halbinsel. Das den Tasbusen umgebende flachwellige Landschaftsbild wurde von eiszeitlichen Gletschern abgehobelt und plattgewalzt; es wird von der Tundra beherrscht. 
Östliches Flusssystem ist der Jenissei, westlich der Ob-Irtysch.
Koordinaten: 69° 5′ N, 75° 45′ O